# Бжезінна-Ґура
Бжезінна-Ґура (пол. Brzezinna Góra) — село в Польщі, у гміні Новий Дунінув Плоцького повіту Мазовецького воєводства.
Населення — 23 особи (2011).
У 1975-1998 роках село належало до Плоцького воєводства.

## Демографія
Демографічна структура станом на 31 березня 2011 року:
|          | Загалом | Допрацездатний вік | Працездатний вік | Постпрацездатний вік |
| -------- | ------- | ------------------ | ---------------- | -------------------- |
| Чоловіки | 10      | 1                  | 9                | 0                    |
| Жінки    | 13      | 1                  | 10               | 2                    |
| Разом    | 23      | 2                  | 19               | 2                    |